# Brusen (obwód sofijski)
Brusen (bułg. Брусен) – wieś w Bułgarii, w obwodzie sofijskim, w gminie Etropole. Według danych szacunkowych Ujednoliconego Systemu Ewidencji Ludności oraz Usług Administracyjnych dla Ludności, 15 września 2022 roku miejscowość liczyła 166 mieszkańców.

## Historia
W pobliskich górach na wysokości od 1226 do 1270 m. odkryto „Czertigrad” – starą tracką twierdzę z IV-V wieku p.n.e.
Ludność wsi Brusen od powstania zawsze była czysto bułgarska. W okolicach Wyzwolenia mieszkało tu około 1000 osób. Następnie liczba ta wzrosła do 2000, a w 1957 r. pozostały 493 gospodarstwa domowe.